# 徐鐸 (宋朝)
徐铎（1051年—1105年），字振文，福建兴化军莆田县延寿里人，北宋政治人物。

## 生平
北宋熙宁九年（1076年）丙辰科状元及第。徐铎与兄徐锐共赴考场，中状元时，徐铎时年仅二十五岁，授予签书镇东军判官。当年的武状元也被莆田县的薛奕摘得，宋神宗因而赐诗：“一方文武魁天下，四海英雄入彀中。”
徐铎傾向王安石的改革派，调入京城后历任给事中宜学院、礼部侍郎，后改革派失势，他被降为降为龙图阁待制、知青州，之后又知湖州。宋徽宗继位后，重获重用，任礼部尚书兼太学士，后因病辞官归里，崇宁四年（1105年）逝世，享年54岁，葬于壶山之麓。

## 著作
著有《群书总要》一百卷，《易谈集》五十卷。